# Tre små kinesere
"Tre små kinesere" er en dansk version af den tyske børnesang "Drei Chinesen mit dem Kontrabass". Den blev første gang trykt på dansk i Jens Sigsgaards rim- og remsebog Abel Spendabel og andre børnerim fra 1945. Oprindelsen til den originale tyske sang er imidlertid usikker, både med hensyn til tekst og melodi.
Sangen indeholder kun et vers, som gentages flere gange. Første gang synges sangen normalt, men de efterfølgende gange skiftes alle vokaler ud med en enkelt vokal for hvert vers. Den første linje: "Tre små kinesere på Højbro Plads" bliver således til: "Tra sma kanasara pa Hajbra Plads", når vokalen a benyttes, og så fremdeles.

## Melodi
På dansk følger sangen denne melodi:
I Tyskland, hvor sangen er kendt under titlen "Drei Chinesen mit dem Kontrabass", er følgende melodi mest udbredt:
Desuden findes en alternativ melodi, som tidligere var udbredt i Tyskland, men som i dag primært synges i det vestlige Østrig og de tysktalende områder af Schweiz:

## Tekst
I første vers synges teksten normalt (altså uden udskiftning af vokalerne):
"Tre små kinesere på Højbro Plads

sad og spillede på kontrabas,

så kom en betjent,

så, hvad der var hændt.

Tre små kinesere på Højbro Plads."
Derpå følger ni ’variationer’ – en for hver vokal i det danske alfabet: A, E, I, O, U, Y, Æ, Ø og Å (på tysk er rækkefølgen i stedet A, E, I, O, U, Ä, Ö, Ü). Hvis nogen begår en fejl (dvs. glemmer at erstatte med den rigtige vokal), må vedkommende enten synge det pågældende vers igen, eventuelt også alle de foregående, eller udgå af sanglegen – alt efter hvad der er blevet aftalt forinden.
I den tyske version af sangen kan man – foruden de enkelte vokaler – synge diftonger (tvelyde); desuden kan nogen mellem hvert vers råbe nochmal! ("en gang til!") med udskiftning af vokaler (dvs. nachmal, nechmel osv.).
På dansk kommer den første variation til at lyde således:
"Tra sma kanasara pa Hajbra Plads

sad ag spallada pa kantrabas,

sa kam an batjant,

sa, hvad dar var handt.

Tra sma kanasara pa Hajbra Plads."

## Sangens historie

### Tekstens oprindelse[3]
Den originale tyske sang, "Drei Chinesen mit dem Kontrabass", menes at stamme fra den nordøstlige del af det tidligere tyske sprogområde. I den nuværende tyske version er hovedpersonerne tre kinesere; en forløber (fra 1922) for den nuværende version kendes fra den estiske by Tartu, der på den tid havde et væsentligt tyskbaltisk mindretal.
I hovedparten af versionerne fra tiden før 2. verdenskrig er hovedpersonerne derimod japanere (af rytmiske årsager bruges den ældre flertalsform Japanesen). Disse versioner kan føres tilbage til Pommern anno 1909, og i 1913 opstod en version med teksten "Drei Japanesen mit ’nem Bass" i Berlin. Antallet af japanere kunne variere fra område til område; f.eks. er der bevaret en tidlig version fra Schlesien, hvori antallet er ti, og en anden version fra Landkreis Büren i Westfalen, hvori tallet er 20.
I visse egne af Schweiz er teksten med japanerne endnu populær. Fra kantonen Ticino kendes desuden en særlig version, hvori der også indgår en jodler i slutningen, og hvori japanerne ikke sidder med, men uden kontrabas. Årsagen hertil kunne være, at nogle af de ældste versioner slet ikke siger noget om musikinstrumenter, men derimod, at hovedpersonerne sidder på gaden uden "pas" (tysk: "Pass"). Denne detalje kan desuden give teksten en smule mening. Hvorvidt versionerne med de manglende pas er originalversionerne, er dog uvist.
Kontrabassen blev først et fast element omkring 1940. Hidtil havde der i teksten stået "Bass, Bass, Bass" i stedet for, men både rytmisk og metrisk passer "Kontrabass" bedre til sangen. Sangbogen Der Kilometerstein (udgivet i Potsdam 1934 af Gustav Schulten) benyttede stadig "Bass"-gentagelsen, hvorimod der i den senere udgave (udgivet i Mainz 1941 af Ludwig Voggenreiter) stod "Kontrabass".
Af alle de tidligste versioner findes der knap to, som er ens, hvilket er karakteristisk for folkesange. "Drei Chinesen mit dem Kontrabass" har som sangleg gennemgået et væld af modifikationer, så næsten hvert eneste ord har været ændret. Således findes der versioner, hvori kineserne (eller japanerne) sidder, står eller går på gaden, alt imens de enten synger, snakker eller spiller; i nogle versioner er kulissen endda en skov i stedet for en gade.
Først omkring 1970 blev den version, der er gengivet som nummer to under afsnittet melodi, den almindelige version i tyske sangbøger. Dette skyldes fortrinsvis massemediernes indflydelse: Takket være radioen og fjernsynet vandt sangtrioen Medium-Terzetts hitversion af sangen fra 1968 udbredelse i hele den tysktalende region.

### Melodiens oprindelse
Såvel den tyske som den schweiziske melodi har været benyttet siden de allertidligste versioner af sangen. Nogle eksempler blander elementer fra begge melodier; f.eks. minder melodierne til den estiske og pommerske version meget om den schweiziske melodi, der kendes fra nutiden; længere vestpå lader det dog til, at den tyske melodi har været den almindelige. I forhold til de nutidige melodier havde melodierne til de tidlige versioner en mere kompleks struktur, hvad harmonik og rytmik angik; nogle benyttede sig af arpeggio, andre havde mere komplicerede akkordmønstre, mens andre bredte sig over større intervaller. Den gradvise simplificering af melodien kan være pædagogisk begrundet; den er nok blevet ændret for lettere at kunne synges af små børn. Både i den tyske, schweiziske og danske melodi strækker tonerne sig kun over en kvint, hvilket er typisk for sanglege af denne type.

### Sanglegens historie
I begyndelsen var det ikke en regel, at vokalerne i verset skulle skiftes ud. En tidlig version, "Ein Japanese mit dem Bass", blev sunget i rundkreds uden ændring af teksten; for en anden version, "Ein Chinese mit dem Bass, Bass, Bass", gik sanglegen ud på, ”at et barn går rundt i kredsen og prikker til en anden, som så går ind i midten. Når der er et bestemt antal børn derinde, hopper de alle ud igen.”

#### Som tælleleg
Sanglegen kunne også gå ud på at ændre antallet af kinesere (eller japanere), således at udskiftningen af vokaler ikke var det væsentlige element. I den pommerske version af sangen (fra 1909) stiger antallet af musikanter kontinuerligt for hvert vers: "Zwei Japanesen mit dem Bass …, Drei Japanesen …" osv. En anden regel kunne være at tælle ned fra et givent antal (f.eks. 10 eller 20), ligesom det er tilfældet i børnesangen "Ti små cyklister" (eller den tyske pendant "Zehn kleine Negerlein").

#### Vokaludskiftning
Idéen med at udskifte vokalerne kan føres tilbage til 1934, nemlig til sangbogen Der Kilometerstein udgivet i Potsdam. Kineseren Han Sen, der blev født i Berlin i 1925 og udvandrede fra Tyskland i 1933, fortæller i sin selvbiografi, at han kendte til vokalsanglegen; det underbygger, at sanglegen i hvert fald var i brug i Berlin så tidligt som begyndelsen af 1930’erne.
I anden halvdel af 1920’erne (i Tyskland kendt som ’Die Goldenen Zwanziger’) vandt sangen på få år stor berømmelse. Dette passer godt til perioden, som var en blomstringstid for tyske slagere. Mange af tidens kunstnere – eksempelvis gruppen Comedian Harmonists – blev kendt for deres vrøvlesange, der nærmest kan betegnes som dadaistiske. Disse vrøvlesange gjorde sig først og fremmest bemærket ved deres pudsige ordvalg, der gjorde dem til populære ørehængere.

## På andre sprog
Det er ikke usandsynligt, at idéen med at udskifte vokalerne oprindeligt opstod fra musikalske sproglege. I det romanske sprogområde har det længe været en populær leg at skifte vokaler ud ligesom i "Tre små kinesere". Fra Spanien kendes f.eks. sangen "La mar estaba serena" (eller "salada") ("Havet var roligt"), i hvilken princippet er at skifte vokalerne ud akkurat som i "Tre små kinesere". Det samme gælder den italienske sang "Garibaldi fu ferito" ("Garibaldi blev såret"). Denne sang var oprindeligt en patriotisk hymne, men blev lavet om til en børnesang med ny tekst og melodi. Fra Frankrig kendes en lignende sang med en ret kompliceret vrøvletekst, hvis første strofe lyder: "Buvons un coup, ma serpette est perdue" ("Drik en tår, min kniv er forsvundet"). Engelske børn lærer i førskolealderen sangen "I like to eat apples and bananas", i hvilken nogle af ordenes vokaler skiftes ud.
Siden midten af 1940'erne har oversættelser af den tyske børnesang bredt sig til Skandinavien, således også den danske version: "Tre små kinesere". Den danske version udkom første gang på tryk i Jens Sigsgaards rim- og remsebog Abel Spendabel og andre børnerim fra 1945.
Både i den danske og norske version sidder de tre kinesere på Højbro Plads i København og spiller kontrabas. I den svenske version spiller de derimod klarinet.
Via jødiske flygtninge har sangen også fundet vej til Israel. Den hebraiske version af teksten (שניים סינים עם כינור גדול, "Shenayim sinim im kinor gadol", "To kinesere med kontrabas") læner sig op ad sit tyske forlæg. I denne version synges der dog kun om to ("shenayim") kinesere, hvilket skyldes, at det hebraiske talord for tre, שלושה ("shelosha"), passer dårligt til sangens metrik. Af samme grund bruges den arkaistiske betegnelse "kinor gadol" ("stor violin"), der minder om det sydtyske "Bassgeige" eller det ungarske "nagybőgő". I moderne hebraisk er קונטרבס ("kontrabas") dog den gængse betegnelse for musikinstrumentet. Da sanglegen fungerer lige så godt på hebraisk som på tysk og dansk, bruges sangen til at lære israelske børn vokalerne. Siden 1970'erne har kunstnere indspillet "Shenayim sinim" på grammofonplade og senere cd.
I Tyskland har børn af tyrkisk herkomst taget sanglegen til sig og tilpasset den det tyrkiske sprog. I modsætning til tysk betjener tyrkisk sig af vokalharmoni (det fænomen, at en vokal påvirker nabostavelsens vokal), og samtidig er vokalernes semantiske funktion langt større end på tysk. På tysk beholder teksten derfor sin mening, selvom vokalerne skiftes ud, men når det samme gøres på tyrkisk, får ordene og dermed også teksten en anden betydning.

## I tysk kultur
Der findes talrige referencer til den originale tyske sang "Drei Chinesen mit dem Kontrabass" i tysk kultur. Det mest prominente eksempel i nyere tid er nok Han Sens selvbiografi Ein Chinese mit dem Kontrabass. I 1997 udgav børnebogsforfatteren Luis Murschetz en billedbog, der handler om de tre kinesere i sangen. I 1998 udgav forfatterinden Lisa Pei en kriminalroman med samme titel som sangen. I denne roman er en af de mordmistænkte en kontrabasspillende pædagog. Komediefilmen Drei Chinesen mit dem Kontrabass fra 1999 har ikke noget til fælles med sangen ud over titlen.
I den tyske tegner Hans Traxlers tegneserie Leute von Gestern fra 1981 indgår parodien Anton Dvořak mit dem Kontrabaß. Den kvindelige billedkunstner Rune Mields fra Köln offentliggjorde i 1992 et værk med samme titel som børnesangen; værket skildrer kontrasten mellem traditionel kinesisk kunst (f.eks. kalligrafi) og sangens dadaistiske tekst. Den kinesiske tonekunstner Yueyang Wang, der bor i Tyskland, udgav i 2005 værket 3 Chinesen mit dem Kontrabass, für Live-Performance und Klang-Licht-Installation, der på humoristisk vis stiller skarpt på sangens angiveligt racistiske tema. I de skriftlige kilder findes der dog intet belæg for, at sangen skulle være ment som en racistisk smædevise.
Nyfortolkninger af sangen er dukket op i tysk populærkultur efter gruppen Medium-Terzetts succes med deres version fra 1968. Protestbevægelsen mod atomkraft, der var særligt aktiv i 1980'erne, tog også sangen til sig. I maj 1980 udråbte modstandere af atomkraft området Wendland til en fri republik og afholdt en sit-in, der skulle forhindre radioaktivt affald i at blive bragt til depotet i Gorleben. Under denne sit-in sang de deres egen version af sangen, der lød: "Zwanzigtausend mit dem Wendenpass / saßen auf der Straße …" ("Tyve tusind med Wendlandpas / sad på gaden …")
Også tyske hiphop-bands har ladet sig inspirere af den gamle børnesang, f.eks. Fettes Brot ("Drei Hamburger mit ’nem Monsterbass …" i "Da draussen" på deres plade Fettes Brot für die Welt fra 2000), Fischmob ("Polizei Osterei" fra 1998, der handler om tre politibetjente) og Creme de la Creme ("Drei Chinesen mit ’nem Tütchen Gras" fra 2004).
Desuden er sangen blevet benyttet af reklamebranchen. Siden 2005 har mejerivirksomheden Müllermilch i sine reklamekampagner brugt en bearbejdet udgave af sangen med titlen "Fruchtalarm", som synges af barnesangerinden Mia-Sophie Wellenbrink.

## Udvalgte indspilninger
- Medium-Terzett: "Drei Chinesen mit dem Kontrabass" (1968) (tysk).
- "Tre små kinesere" findes på cd'en Den danske sangskat vol. 8 – Børnesange, hvor den synges af ensemblet Musica Ficta under ledelse af Bo Holten.[18]
- På den første af de to cd'er, der følger med Læsefidusens sangbog, kan man høre "Tre små kinesere" blive sunget af børn fra Sct. Jørgens skole i Roskilde.[19]
- På albummet Rim, remser & sange - for børn (indspillet september 1979) synger Freddy Fræk bl.a. "Tre små kinesere" akkompagneret af Finn Zieglers Orkester.
- På albummet Pa-Papegøje (1994), der var det andet album i Åh Abe-samlingen, har Lis Sørensen givet sin egen fortolkning af "Tre små kinesere".